# Fire Bird
《Fire Bird》是日本女子乐队Roselia的第9张单曲，于2019年7月24日发行。主打曲由上松范康作词、作曲，表现了乐队将要展翅高飞的意象。歌曲在Roselia曲目中演奏难度较高，屬樂隊最受歡迎的歌曲。B面曲為〈Ringing Bloom〉。

## 制作
主打歌〈Fire Bird〉是电视动画《BanG Dream! 2nd Season》第13集（2019年3月）的片中曲。2019年8月，Roselia在「『Flamme』/『Wasser』」Live音乐会上首次现场演唱本曲。
Roselia主唱友希那的演出者相羽爱奈称，〈Fire Bird〉是乐队当时的集大成之作，对乐队全体成员都很重要。该歌的词曲均由上松范康包揽。上松范康此前只负责作曲，在看到乐队的成长后，特地为此曲作词。上松范康称，他以Roselia即将展翅高飞的形象来作词，浮现了表达乐队将去向何方的想法。亚子的演出者、鼓手樱川惠称，歌曲将Roselia比作了不死鸟；听众了解到Roselia的历史后，会对〈Fire Bird〉的意义有更为深刻的感受。
〈Fire Bird〉在Roselia歌曲中节奏快、演奏难度高。樱川惠称，乐队的歌曲已较难演奏，而这是其中最难的一首。相羽爱奈称最后的超长音音调高、演唱有难度，因此练习了很多次。上松范康表示，业界少有人能像相羽爱奈一样以本嗓唱出高音F或F#。因此，他在作曲时特意为她设计了有冲击力的长段高音，帮助相羽找到个人风格，建立信心。
B面曲〈Ringing Bloom〉是游戏《BanG Dream! 少女樂團派對》2019年2月活动的追加曲目，讲述了键盘手白金燐子打破心墙的故事。歌曲中有白金燐子演唱的部分，燐子的原演出者明坂聪美退出乐队后，志崎樺音重新录制了歌曲。这也是志崎为Roselia录制的首个歌曲。

## 发行与后续
《Fire Bird》是Roselia的第9张单曲，于2019年7月24日发行。限量版单曲除收录CD唱片外，还附有蓝光光碟，其中收录动画《BanG Dream! 2nd Season》第5—6集，两集的下集预告片，以及「《BanG Dream! 2nd Season》Roselia篇」的广告影片。主打曲〈Fire Bird〉收录于乐队2020年专辑《Wahl》中，两曲皆收录于「BanG Dream!」企划七周年纪念专辑《BanG Dream! Dreamer's Best》中。
从流媒体播放量和投票来看，〈Fire Bird〉是Roselia最受欢迎的歌曲。歌曲现场演出时，舞台会喷射红色火焰特效。2022年歌曲〈Rozen Horizon〉在主题、时长、演奏难度等方面与〈Fire Bird〉相似，被视为〈Fire Bird〉的续篇。

## 曲目列表
| 曲序 | 曲目                         |           | 作曲       | 时长 |
| ---- | ---------------------------- | --------- | ---------- | ---- |
| 1.   | FIRE BIRD                    | 上松範康  | 上松範康   | 5:24 |
| 2.   | Ringing Bloom                | Oda Asuka | 藤永龍太郎 | 5:35 |
| 3.   | FIRE BIRD -instrumental-     |           |            | 5:24 |
| 4.   | Ringing Bloom -instrumental- |           |            | 5:35 |

## 榜单
| 榜单               | 最高排名 |
| ------------------ | -------- |
| Oricon公信榜单曲榜 | 5        |
| 日本公告牌单曲榜   | 5        |

| 榜单               | 最高排名 |
| ------------------ | -------- |
| Oricon公信榜单曲榜 | 15       |

## 备注
1. ↑  日語：
2. ↑  日語：